# 小池正毅
小池 正毅（こいけ まさたけ、1945年（昭和20年）3月8日 - ）は、日本の旧華族、旧男爵小池家4代当主。

## 略歴
- 1945年（昭和20年）3月8日 - 男爵小池家3代当主・小池正弘の長男として東京都に生れる。
- 学習院初等科・中等科・高等科・学習院大学経済学部経済学科卒業 1967年（昭和42年）
- 学習院初等科時代の同級生に、近衞甯子（甯子内親王）、久邇朝宏（久邇宮）、東園基治（明治天皇曾孫）、東郷和彦（元オランダ大使）、古橋成文(学習院ブルーレンジャーズマネージャー)がいる。
- 1968年（昭和43年）11月4日 - 父の正弘が死去。
- 家督を相続し旧男爵小池家4代当主となる。
- 2021年（令和3年）3月26日に催行された「宮中歌会始」に於いて「読師」を務めた。
- 日揮社員
- 霞会館常務理事
- 音楽活動　霞会館フォギーズ、学習院ブルーレンジャーズに鷹司尚武（前伊勢神宮大宮司・現神社本庁統理）とともに所属。

## 家族親族
- 祖父：小池正晁 - 医学博士、陸軍軍医総監、貴族院議員、男爵小池家2代当主
- 父：小池正弘 - 男爵小池家3代当主
- 養子 : 小池雅俊

## 参考資料
- 『平成新修旧華族家系大成』 編纂：霞会館華族家系大成編輯委員会 出版：霞会館